# اره‌مگس‌های خم‌چاقو
اره‌مگس‌های خم‌چاقو (نام علمی: Xyelidae) نام یک تیره از راسته پرده‌بالان است.